# Anastássios Orlándos
Anastássios Orlándos (grec moderne : Αναστάσιος Ορλάνδος), né en 1887 à Athènes où il est mort en 1979, est un historien de l'art byzantin et l'un des plus grands archéologues grecs.

## Biographie
Il était un descendant de Ioannis Orlandos, un armateur et homme politique originaire de Spetsès ayant joué un rôle au cours de la guerre d'indépendance.
Il étudia à partir de 1908 à l'école d'architecture, puis, en 1915, obtint son doctorat de philosophie à l'Université nationale capodistrienne d'Athènes, en étudiant le fronton du temple de Poséidon au cap Sounion.
De 1919 à 1958, il enseigna comme professeur à l'école polytechnique et à l'Université d'Athènes. En 1926, il devint membre de l'Académie d'Athènes, dont il fut président en 1950. De 1951 à sa mort, il fut le secrétaire général de la Société archéologique d'Athènes (Εν Αθήναις Αρχαιολογικής Εταιρείας), de la Société d'archéologie chrétienne (Χριστιανική Αρχαιολογική Εταιρεία) et de la Société des études byzantines (Εταιρεία Βυζαντινών Σπουδών). Il fut également membre de différents instituts scientifiques étrangers, dont l'Académie des inscriptions et belles-lettres à partir de 1976.
Il travailla sur le chantier de fouilles et de rénovation de la Mosquée Tzistarakis en 1915, puis au début des années 1960 sur la basilique de la Panaghia Katapoliani à Paros.

## Publications
- La Belle Église (1921)
- Architecture monastique (1927)
- Les Archives des monuments byzantins de Grèce (12 volumes, 1937-1973)
- La Toiture de la basilique paléochrétienne dans le bassin méditerranéen (3 volumes dont un d'index, 1952-1957)
- Le Matériel de construction des Grecs anciens (2 volumes, 1955-1958)
- L'Architecture du Parthénon (1921 ; 1977-1978)

Entre 1965 et 1968, la Société archéologique d'Athènes publia quatre volumes en son honneur. L'Académie d'Athènes lui consacra, en 1978, des mélanges intitulés Anastassios Orlandos : l'homme et son œuvre (Αναστάσιος Ορλάνδος: ο άνθρωπος και το έργον του).